# Cielo d'Alcamo
Cielo d'Alcamo, un tempo conosciuto anche come Ciullo d'Alcamo (Alcamo, ... – XIII secolo), è stato un poeta italiano.
È uno dei più significativi rappresentanti della scuola siciliana.

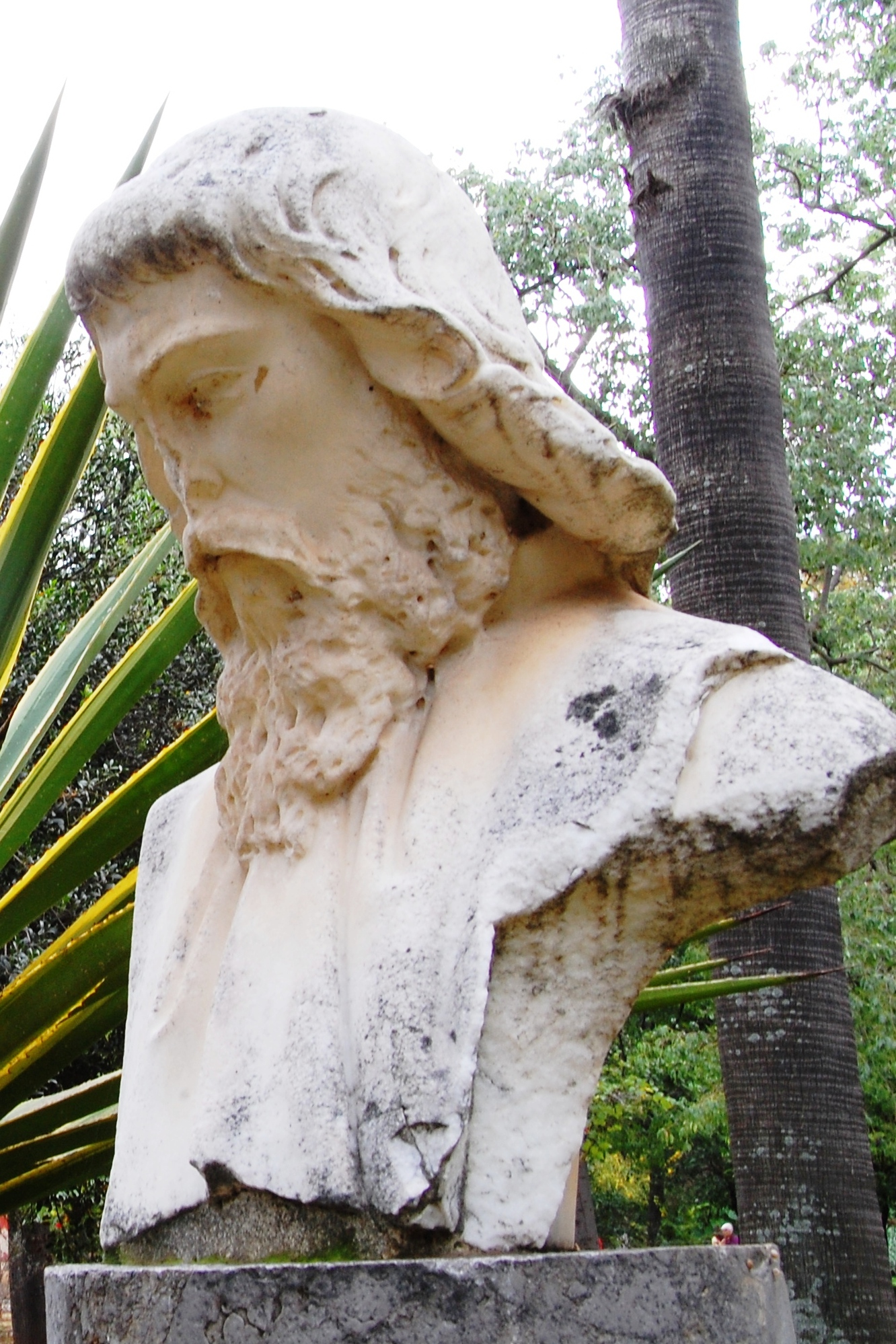
Busto marmoreo di Cielo d'Alcamo (Villa Giulia, Palermo).

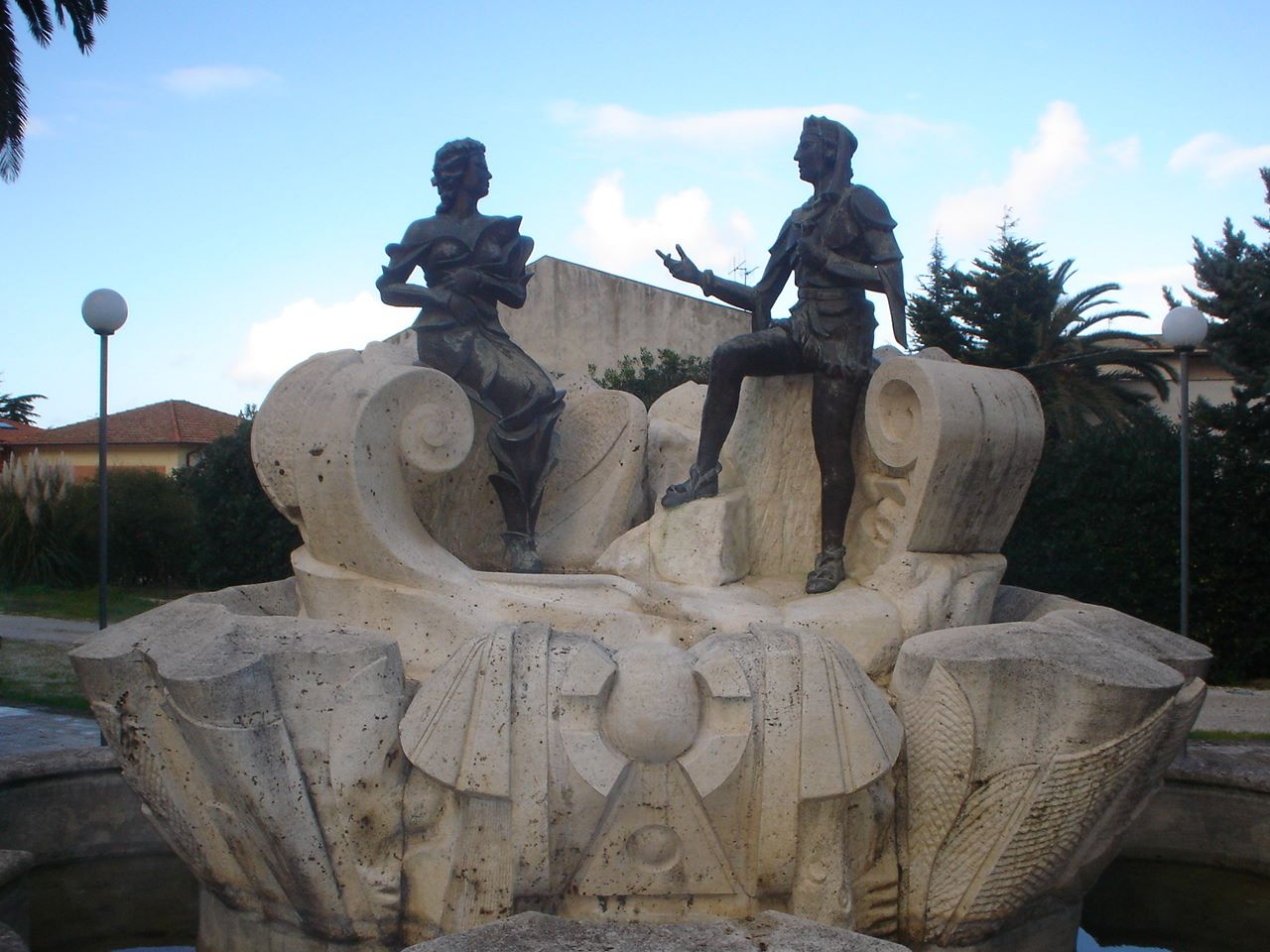
Monumento a Cielo d'Alcamo.

## Biografia
Cielo fu attivo nella prima metà del XIII secolo. 
Fu a lungo chiamato Ciullo (presunto diminutivo di Vincenzullo o richiamo volgare e grottesco tipico nei nomi giullareschi) in una erronea denominazione adottata dalla critica ottocentesca, e da essa passata a numerosi testi stranieri. Secondo Corrado Avolio Cielo è una errata interpretazione (avvenuta fuori dalla Sicilia) di Cheli, ipocoristico di "Michèli" (ovvero "Michele", nome molto diffuso in Sicilia), da cui sarebbe poi derivato Celi e in seguito, probabilmente in Toscana, Cielo. Incerto anche il secondo nome d'Alcamo, che potrebbe derivare dal toponimo dell'omonima cittadina siciliana o da un cognome attestato anche a Palermo alla fine del Duecento, oltre alle variazioni Dal Camo e Dalcamo.

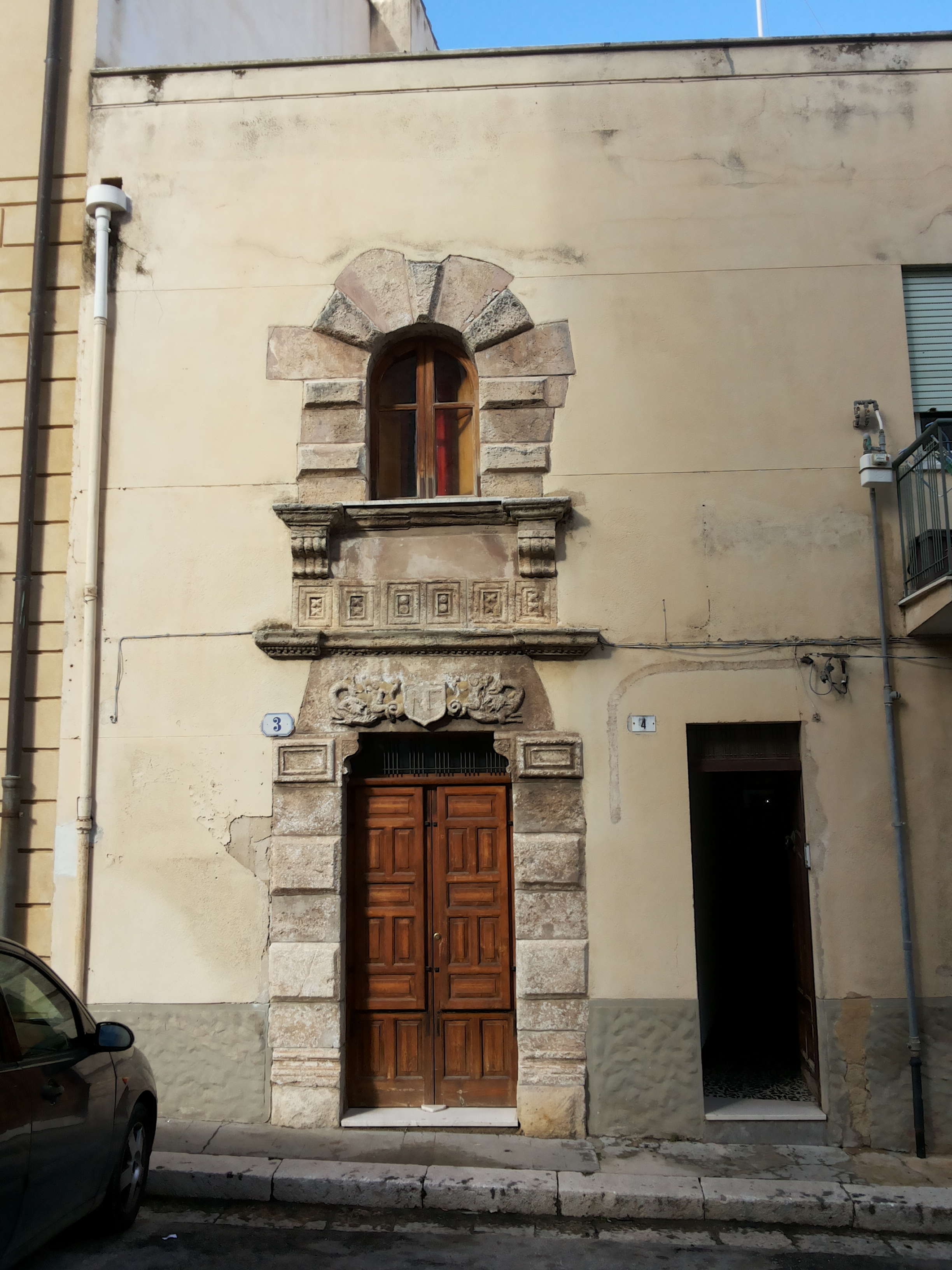
La presunta casa di Cielo d'Alcamo.

Il poeta era molto probabilmente legato alla Magna Curia di Federico II, anche se i filologi, in passato, hanno ipotizzato si trattasse di un giullare. Il componimento Rosa fresca aulentissima, originariamente adespoto, venne attribuito ad un poeta di nome Cielo dal Camo grazie all'erudito cinquecentesco Angelo Colocci che si basò, tuttavia, su fonti oggi ignote. Tutto ciò che la critica ha ipotizzato sull'attività e sulla cronologia del rimatore si fonda quindi esclusivamente sulle notizie ricavabili dal contenuto dell'opera. Dall'analisi del testo si può comunque dedurre che l'autore fosse di origine siciliana e non affatto sprovvisto di cultura.

### Il Contrasto
Cielo d'Alcamo scrisse Rosa fresca aulentissima, sua unica opera pervenuta, in volgare a base siciliana ma con vistose influenze continentali, a cominciare dal titolo stesso. Citato da Dante nel De vulgari eloquentia (I, XII, 6) ad esempio di un linguaggio siciliano "non illustre", o dei siciliani di media condizione, il testo è un vero esempio di mimo giullaresco, destinato alla rappresentazione scenica.
Inclusa per tradizione nella produzione volgare dell'Italia meridionale degli esordi, Rosa fresca aulentissima, databile tra il 1231 e il 1250, fu tramandata da un unico manoscritto, il Codice Vaticano Latino 3793, e coincide linguisticamente con la coeva lirica siciliana, pur mostrando qualche elemento di origine campana. Frequenti sono invece i latinismi e le metafore tipiche della tradizione cortese, che attraverso ripetuti occitanismi e francesismi lo collegano stilisticamente al canone del codice poetico della lingua d'Oc.
Il dialogo tra un uomo innamorato e una giovane donna costituisce per l'appunto quel Contrasto che è a sua volta parte di un vero e proprio genere letterario apparso precedentemente nella tradizione trobadorica in autori come Marcabruno e Rambaldo di Vaqueiras. A dispetto dell'ambientazione umile e dell'ironia piuttosto popolare delle battute presenti nel testo, l'autore di Rosa fresca aulentissima è stato collocato in ambito letterario colto per l'evidente sapienza metrico-stilistica dell'opera, e l'innegabile familiarità con le formule retoriche cortesi.
Presumibilmente il Contrasto, attraverso la comicità dei dialoghi, la messa in scena dell'inganno e dell'aggressività reciproca dei due innamorati protagonisti, divenne modello ideale di lirica per i successivi poeti realistico-giocosi di area toscana come Cecco Angiolieri. Questo fu anche il motivo per il quale Cielo d'Alcamo fu spesso associato alla figura di giullare o poeta di corte, traspositore abile delle nuove formule stilistiche della nascente lirica siciliana in tono dichiaratamente comico.

## Il monumento
Nel giardino dello scultore Mariano Cassarà, oggi proprietà dei figli, si trova il monumento realizzato nel 1990 per conto del Comune di Alcamo e che, dopo diverse vicissitudini, rinvii e mancati pagamenti da parte delle varie amministrazioni succedutesi, è rimasta di proprietà dell'artista. D'accordo con l'amministrazione del tempo, il monumento doveva essere posizionato nella Piazza Ciullo, sulla scalinata che scende verso la Pescheria, ma tuttora non esiste in loco una memoria del poeta alcamese, nonostante i vari bozzetti, concorsi e premi a suo nome indetti dal Comune.
L'opera rappresenta fedelmente la scena del famoso contrasto amoroso di Rosa fresca aulentissima, scritto nel 1240 da Cielo d'Alcamo, considerato il primo poeta italiano ad utilizzare la lingua volgare. Il corpo centrale comprende le due statue in bronzo che rappresentano i due protagonisti, il poeta e la donna amata; fa da cornice l'artistica fontana realizzata in travertino di Alcamo, completata dallo stemma della Città di Alcamo nella parte posteriore del monumento.

## Toponomastica
A Cielo D'Alcamo è dedicato:
- il Liceo Classico di Alcamo (TP).
- la piazza principale della stessa città di Alcamo.
- il teatro comunale (Teatro Comunale "Cielo d'Alcamo"), precedentemente noto come Teatro Euro.
- una via del centro storico di Castellammare del Golfo nota per i festeggiamenti in onore della patrona Maria Santissima del Soccorso.
- un cortile del centro di Calatafimi Segesta.
- una via della cittadina di San Vito Lo Capo.
- una via della città di Trapani.
- una via del centro storico di Ragusa Superiore.
- una via della città di Palermo.